# Hypercinnabarit
Hypercinnabarit ist ein sehr selten vorkommendes Mineral aus der Mineralklasse der „Sulfide und Sulfosalze“ mit der chemischen Zusammensetzung HgS und damit chemisch gesehen Quecksilbersulfid.
Hypercinnabarit kristallisiert im hexagonalen Kristallsystem und entwickelt nur mikroskopisch kleine Kristalle von schwarzer Farbe mit einem Stich ins Violette. Seine Strichfarbe ist ebenfalls dunkelschwarzviolett.

## Etymologie und Geschichte
Erstmals erwähnt wurde die Hochtemperaturmodifikation von Quecksilbersulfid 1965 durch Mikolaechuk und Dutchak und als Gamma-Quecksilbersulfid bezeichnet. Ihre Charakterisierung umfasste jedoch nur das Beugungsmuster. 1971 wurde diese Phase auch von Z. M. Protodyakonova, T. S. Timofeeva und V. P. Fedorchuk mit Röntgentechniken in einer Quecksilber-Antimon-Lagerstätte in Zentralasien (ehemalige UdSSR) identifiziert, die zudem eine vierte Form von Quecksilbersulfid zu enthalten schien.
Als natürliche Mineralbildung wurde Hypercinnabarit 1978 in der „Mount Diablo Mine“ bei Clayton (Contra Costa County, Kalifornien) in den USA entdeckt. Die Analyse und Erstbeschreibung erfolgte durch Robert W. Potter II und H. L. Barnes, die das Mineral in Bezug auf seine nahe Verwandtschaft mit Cinnabarit und Metacinnabarit benannten.
Das Mineral ist von der International Mineralogical Association (IMA) als eigenständige Mineralart anerkannt. Die von der Prüfungskommission vergebene interne Eingangs-Nummer ist allerdings nicht bekannt oder ging verloren. In der IMA-Datenbank findet sich nur die Status-Notiz IMA1977-D und in der „Liste der Minerale und Mineralnamen“ der IMA wird Hypercinnabarit unter der Summenanerkennung „IMA 1977 s.p.“ (special procedure) geführt.

## Klassifikation
Da der Hypercinnabarit erst 1977 als eigenständiges Mineral anerkannt wurde, ist er in der ebenfalls letztmalig 1977 aktualisierten 8. Auflage der Mineralsystematik nach Strunz noch nicht verzeichnet.
Im zuletzt 2018 überarbeiteten und aktualisierten Lapis-Mineralienverzeichnis nach Stefan Weiß, das sich aus Rücksicht auf private Sammler und institutionelle Sammlungen noch nach dieser alten Form der Systematik von Karl Hugo Strunz richtet, erhielt das Mineral die System- und Mineral-Nr. II/C.18-020. In der „Lapis-Systematik“ entspricht dies der Klasse der „Sulfide und Sulfosalze“ und dort der Abteilung „Sulfide mit dem Stoffmengenverhältnis Metall : S,Se,Te ≈ 1 : 1“, wo Hypercinnabarit zusammen mit Cinnabarit die unbenannte Gruppe II/C.18 bildet.
Die von der IMA zuletzt 2009 aktualisierte 9. Auflage der Strunz’schen Mineralsystematik ordnet den Hypercinnabarit in die Abteilung der „Metallsulfide, M : S = 1 : 1 (und ähnliche)“ ein. Diese ist weiter unterteilt nach den in der Verbindung vorherrschenden Metallen, so dass das Mineral entsprechend seiner Zusammensetzung in der Unterabteilung „mit Zinn (Sn), Blei (Pb), Quecksilber (Hg) usw.“ zu finden ist, wo es als einziges Mitglied die unbenannte Gruppe 2.CD.15b bildet.
Die im englischen Sprachraum gebräuchliche Systematik der Minerale nach Dana ordnet den Hypercinnabarit der Unterabteilung der „Sulfide einschließlich Seleniden und Telluriden mit der allgemeinen Zusammensetzung AmBnXp sowie dem Stoffmengenverhältnis (m+n):p=1:1“ zu. Dort findet er sich als einziges Mitglied der unbenannten Gruppe 02.08.08.

## Kristallstruktur
Hypercinnabarit kristallisiert im hexagonalen Kristallsystem in bisher nicht ermittelter Raumgruppe mit den Gitterparametern a = 7,01 Å und c = 14,13 Å sowie 12 Formeleinheiten pro Elementarzelle.

## Modifikationen und Varietäten
Chemisch gesehen ist Hypercinnabarit die Hochtemperaturmodifikation von drei Modifikationen des Quecksilbersulfids (HgS). Die beiden anderen sind das trigonal kristallisierende Cinnabarit und das kubisch kristallisierende Metacinnabarit.

## Bildung und Fundorte
Da Hypercinnabarit eng mit Metacinnabarit verwandt ist, bildet er sich wie dieses in Quecksilber-Lagerstätten, allerdings bei höheren Temperaturen, das heißt in tieferen Erdschichten.
Bisher sind für das Mineral außer seiner Typlokalität „Mount Diablo Mine“ in Kalifornien noch drei weitere Fundorte bekannt (Stand: 2023): Die „White Caps Mine“ bei Manhattan im Nye County des US-Bundesstaates Nevada, die Antimon (Sb)-Quecksilber-Lagerstätte von Chauwai (russisch: Чаувай) im Alai-Gebirge von Kirgisistan und die „Monarch Cinnabar Mine“ bei Gravelotte in der südafrikanischen Provinz Limpopo.
Ein weiterer Fundort in einer Uran-Prospektion am Huron River zum Oberen See (engl. Lake Superior) in Michigan (USA) gilt bisher als fraglich bzw. unbestätigt.